# Abdessalam Benjelloun
Pour les articles homonymes, voir Benjelloun et Benji.
Abdessalam Benjelloun (عبد السلام بن جلون) surnommé « Benji », est un footballeur marocain né le 28 janvier 1985 à Fès. Il évolue au poste d'attaquant au KACM de Marrakech et a joué aussi pour l'équipe nationale du Maroc.

## Biographie

### Club
Formé au Wydad de Fès,il rejoint le Maghreb de Fès et passe pro en 2003 avec l'équipe première,il reste fidèle à son club jusqu'à 2006 et quitte le club de la capitale spirituelle pour se diriger vers l'Europe. Le 11 juillet 2006, il signe en faveur du Hibernian FC club de première division écossaise pour une seule année avec possibilité de prolonger.Durant l'été 2008, il est transféré au club belge du Sporting de Charleroi sous forme de prêt avec option d'achat. Fin 2009, il reste au Championnat de Belgique de football et se dirige vers le KSV Roulers pour une seule année. En 2010, il quitte l'Europe pour l'Afrique de l'Est, et signe avec le club égyptien Al-Ismaily. En 2011, il revient à son club formateur le Wydad de Fès et le sauve de la relégation en Championnat du Maroc de football D2. En juillet 2012, il signe avec le club vice-champion de la Botola 2011, le FUS de Rabat.

## As FAR
Il a joué son premier match avec As FAR contre Difaâ d'El Jadida dans la compétition Coupe du Trône le 14 septembre 2013
| Saison      | Club   | Pays  | Championnat | Championnat | Championnat | Coupe d'Afrique | Coupe d'Afrique | Coupe d'Afrique | Coupe du Trône | Coupe du Trône | Coupe du Trône |
| Saison      | Club   | Pays  | Division    | Matchs      | Buts        | Type            | Matchs          | Buts            |                |                |                |
| ----------- | ------ | ----- | ----------- | ----------- | ----------- | --------------- | --------------- | --------------- | -------------- | -------------- | -------------- |
| Saison      | Club   | Pays  | Division    | Matchs      | Buts        | Type            | Matchs          | Buts            | Matchs         | Buts           |                |
| 2013 - 2014 | As FAR | Maroc | GNF 1       | 1           | 0           | CAF             | 0               | 0               | 1              | 0              |                |

### Sélection National

#### Junior
Il est sélectionné en 2005 par Fathi Jamal pour disputer les phases finales de la Coupe du monde de football des juniors en 2005 et arrive avec le Maroc en demi-finale et termine à la quatrième position.

#### Chez les A
"Benji" est sélectionné pour la première fois en équipe nationale du Maroc lors d'un match amical contre la Belgique qui a lieu le 26 mars 2008 au stade Roi Baudouin de Bruxelles. Lors de cette rencontre il inscrit son premier but en équipe première d'une tête plongeante à la 90e minute qui scelle le score à 1-4 en faveur du Maroc.
| Caps | Date       | Match                 | Lieu       | Score       | Compétition           | But |
| 1    | 26/03/2008 | Belgique - Maroc      | Bruxelles  | 1 - 4       | Amical                | 1   |
| 2    | 31/05/2008 | Maroc - Ethiopie      | Casablanca | 3 - 0       | Elim.CAN/CM 2010      | 1   |
| 3    | 07/06/2008 | Mauritanie - Maroc    | Nouakchott | 1 - 4       | Elim.CAN/CM 2010      | 1   |
| 4    | 14/06/2008 | Rwanda - Maroc        | Kigali     | 3 - 1       | Elim.CAN/CM 2010      | --  |
| 5    | 21/06/2008 | Maroc - Rwanda        | Casablanca | 2 - 0       | Elim.CAN/CM 2010      | --  |
| 6    | 20/08/2008 | Maroc - Bénin         | Rabat      | 3 - 1       | Amical                | --  |
| 7    | 06/09/2008 | Oman - Maroc          | Mascate    | 0 - 0       | Amical                | --  |
| 8    | 06/09/2009 | Togo - Maroc          | Lomé       | 1 - 1       | Elim.CM 2010          | --  |
| 9    | 14/11/2009 | Maroc - Cameroun      | Fès        | 0 - 2       | Elim.CM 2010          | --  |
| 10   | 23/06/2012 | Bahrain - Maroc       | Jeddah     | 0 - 4       | Coupe Arabes          | 1   |
| 11   | 26/06/2012 | Libye - Maroc         | Jeddah     | 0 - 0       | Coupe Arabes          | --  |
| 12   | 29/06/2012 | Yemen - Maroc         | Jeddah     | 0 - 4       | Coupe Arabes          | --  |
| 13   | 03/07/2012 | Irak - Maroc          | Jeddah     | 1 - 2       | ½ Finale Coupe Arabes | --  |
| 14   | 06/07/2012 | Libye - Maroc         | Jeddah     | 1 - 1(1-3p) | Finale Coupe Arabes   | --  |
| 15   | 15/08/2012 | Maroc – Guinée        | Rabat      | 1 - 2       | Amical                | --  |
| 16   | 07/09/2013 | Côte d’Ivoire - Maroc | Abidjan    | 1 - 1       | Elim. CM 2014         | --  |
| ---- | ---------- | --------------------- | ---------- | ----------- | --------------------- | --- |

## Carrière
- 2003-2006 :  Maghreb de Fès
- 2006-2010 :  Hibernian FC
  - 2008-2009 :  Sporting de Charleroi (prêt)
  - 2009-2009 :  KSV Roulers (prêt)
- 2010-2011 :  Al-Ismaily
- 2011-2012 :  Wydad de Fès
- depuis 2012 :  FUS Rabat[2]

## Palmarès

### En club
Hibernian FC
- coupe de la Ligue d'Écosse
  - Vainqueur en 2007

### En Équipe nationale
Maroc junior
- Coupe du monde de football
  - Quatrième en 2005

 Maroc
- Coupe arabe des nations de football
  - Vainqueur en 2012